# کاواسو نوئوو
کاواسو نوئوو (به ایتالیایی: Cavasso Nuovo) یک کومونه در ایتالیا است که در استان پوردنونه واقع شده‌است.

## خصوصیات
کاواسو نوئوو ۱۰٫۵ کیلومترمربع مساحت و ۱٬۶۵۴ نفر جمعیت دارد و ۲۸۵ متر بالاتر از سطح دریا واقع شده‌است.